# Narangodes
Narangodes is een geslacht van vlinders van de familie uilen (Noctuidae), uit de onderfamilie Acontiinae.

## Soorten
- N. haemorranta Hampson, 1910
- N. nigridiscata Swinhoe, 1901
- N. nudariodes Hampson, 1918